# Lokalbahn Vöcklamarkt–Attersee
| Tramlink 126 in der Haltestelle Sankt Georgen Seniorenheim (2016) |                     |                                     |                                     |
| |                     |                                     |                                     |
| Kursbuchstrecke (ÖBB): | 180                 |                                     |                                     |
| Streckenlänge: | 15,3 km             |                                     |                                     |
| Spurweite: | 1000 mm (Meterspur) |                                     |                                     |
| Stromsystem: | 750 Volt =          |                                     |                                     |
| Maximale Neigung: | 47 ‰                |                                     |                                     |
| Minimaler Radius: | 50 m                |                                     |                                     |
| Streckengeschwindigkeit: | 50 km/h             |                                     |                                     |
| |                     |                                     |                                     |
| \| \| \| Westbahn von Wien \| \| \| \| 0,0 \| Vöcklamarkt Lokalbf \| Vöcklamarkt Lokalbf \| \| \| \| Westbahn nach Salzburg \| \| \| \| \| \| \| \| \| 1,5 \| Haid \| Haid \| \| \| 3,1 \| Walchen \| Walchen \| \| \| 4,0 \| Schmidham \| Schmidham \| \| \| 6,2 \| Walsberg \| Walsberg \| \| \| 6,9 \| Hipping \| Hipping \| \| \| 7,5 \| Kogl \| Kogl \| \| \| 9,0 \| St. Georgen im Attergau \| St. Georgen im Attergau \| \| \| 9,5 \| St.Georgen im Attergau Seniorenheim \| St.Georgen im Attergau Seniorenheim \| \| \| 10,5 \| Thern \| Thern \| \| \| 11,0 \| Stöttham \| Stöttham \| \| \| 11,4 \| Palmsdorf \| Palmsdorf \| \| \| 12,4 \| Attersee Neuhofen-Bienenhof \| Attersee Neuhofen-Bienenhof \| \| \| 13,3 \| Attersee \| Attersee \| \| \| \| \| \| \| \| \| Trajekt nach Weyregg \| \| \| \| 13,7 \| Attersee Landungsplatz \| Attersee Landungsplatz \| |                     |                                     |                                     |
| Strecke |                     | Westbahn von Wien                   | Westbahn von Wien                   |
| Bahnhof · Kopfbahnhof Streckenanfang | 0,0                 | Vöcklamarkt Lokalbf                 | Vöcklamarkt Lokalbf                 |
| Strecke nach rechts · Strecke |                     | Westbahn nach Salzburg              | Westbahn nach Salzburg              |
| Verschwenkung nach rechts |                     |                                     |                                     |
| Haltepunkt / Haltestelle | 1,5                 | Haid                                | Haid                                |
| Haltepunkt / Haltestelle | 3,1                 | Walchen                             | Walchen                             |
| Haltepunkt / Haltestelle | 4,0                 | Schmidham                           | Schmidham                           |
| Bahnhof | 6,2                 | Walsberg                            | Walsberg                            |
| Haltepunkt / Haltestelle | 6,9                 | Hipping                             | Hipping                             |
| Haltepunkt / Haltestelle | 7,5                 | Kogl                                | Kogl                                |
| Bahnhof | 9,0                 | St. Georgen im Attergau             | St. Georgen im Attergau             |
| Haltepunkt / Haltestelle | 9,5                 | St.Georgen im Attergau Seniorenheim | St.Georgen im Attergau Seniorenheim |
| Haltepunkt / Haltestelle | 10,5                | Thern                               | Thern                               |
| Haltepunkt / Haltestelle | 11,0                | Stöttham                            | Stöttham                            |
| Haltepunkt / Haltestelle | 11,4                | Palmsdorf                           | Palmsdorf                           |
| Haltepunkt / Haltestelle | 12,4                | Attersee Neuhofen-Bienenhof         | Attersee Neuhofen-Bienenhof         |
| Kopfbahnhof Strecke ab hier außer Betrieb | 13,3                | Attersee                            | Attersee                            |
| Verschwenkung von links (Strecke außer Betrieb) · Verschwenkung von rechts (Strecke außer Betrieb) |                     |                                     |                                     |
| Eisenbahnfähre (Strecke außer Betrieb) · Strecke (außer Betrieb) |                     | Trajekt nach Weyregg                | Trajekt nach Weyregg                |
| Kopfbahnhof Streckenende (Strecke außer Betrieb) | 13,7                | Attersee Landungsplatz              | Attersee Landungsplatz              |

Die Lokalbahn Vöcklamarkt–Attersee, auch Atterseebahn (vor 2019 Attergaubahn) genannt, ist eine meterspurige elektrische Lokalbahn. Sie verkehrt zwischen den Orten Attersee am gleichnamigen Attersee und Vöcklamarkt an der Westbahnstrecke Wien–Linz–Salzburg.
Die Bahn wurde am 14. Jänner 1913 eröffnet. Die Lokalbahn Vöcklamarkt-Attersee AG befindet sich zu 75,9 Prozent im Besitz der Stern & Hafferl Verkehrsgesellschaft m.b.H. und zu 10,5 Prozent im Besitz des Landes Oberösterreich (OÖ Verkehrsholding), sowie anderen Anteilseignern. Insgesamt ist sie 13,4 Kilometer lang und wird mit 750 Volt Gleichspannung betrieben. Da die Strecke die ÖBB-Westbahn mit dem Attersee verbindet, hat sie große Bedeutung für den Fremdenverkehr der Region.

## Geschichte
Da bereits um 1900 ein großes Fremdenverkehrsaufkommen am Attersee bestand, wurde 1907 eine Straßenbahnverbindung zwischen Unterach am Attersee und See am Mondsee errichtet. Um die größte Gemeinde am Attersee, St. Georgen im Attergau, an das österreichische Schienennetz anzubinden, entschloss man sich zum Bau einer Lokalbahn. Die Konzession wurde der Lokalbahn am 6. April 1912 (RGBl. Nr. 72) erteilt. Am 14. Jänner 1913 konnte schließlich der Betrieb aufgenommen werden, das Seegleis zum Landungsplatz in Attersee wurde am 7. Juni 1913 dem Verkehr übergeben. Von der ursprünglichen Baulänge (15,300 Kilometer) werden heute nur noch 13,388 Kilometer befahren. Einst war der Güterverkehr für die Bahn sehr wichtig, es wurden Lang- und Schnittholz-, Grubenholz-, Dünger- und Biertransporte mit einem umfangreichen Wagenpark befördert. Zu diesem zählte auch ein eigener Gütertriebwagen und ein Biertransportwagen der Brauerei Zipf. Den absoluten Tiefpunkt hatte die Bahn 1967 erreicht, in diesem Jahr wurden nur 194.000 Fahrgäste befördert. Der Güterverkehr spielte fortan nur mehr eine untergeordnete Rolle – es wurden nur noch Schnittholztransporte durchgeführt, der Personenverkehr war am wichtigsten. In den letzten Jahren konnte ein Zuwachs an Pendlern, die die Bahn benutzen, verzeichnet werden – zurückzuführen auf neu errichtete Siedlungen in der Nähe der Strecke. Der Güterverkehr scheint derweilen gänzlich zum Erliegen gekommen zu sein, der Güterbahnhof in Vöcklamarkt wurde auf ein Gleis zurückgebaut.

## Betrieb in der Gegenwart
Die Fahrzeuge der Atterseebahn werden in der Remise in Attersee abgestellt. Die Bahn bietet mehrere Angebote in Kombination mit der Attersee-Schifffahrt an. Die Atterseebahn ist eine von zwei Stern & Hafferl-Bahnen, auf der es möglich ist, einen Hobbylokführerkurs mit einem historischen Triebwagen (ET 20.104) zu absolvieren.
Im Jahr 2015 nutzen 301.042 Fahrgäste diese Bahnstrecke.

### Fahrplan
Mit Fahrplanwechsel am 9. Dezember 2007 wurde auf der Strecke nachmittags der Taktfahrplan eingeführt und ab 13. Dezember 2009 auf fast den ganzen Tag ausgedehnt. Die Symmetriezeit entspricht der sonst in Mitteleuropa üblichen. Zugskreuzungen gibt es nun nur noch beim Verkehren von Verstärkerzügen zusätzlich zum Stundentakt. In Vöcklamarkt entstand ein Taktknoten zur halben Stunde mit schlanken Anschlüssen von und nach Salzburg sowie Linz.
Auf der Atterseebahn sind weiters noch zwei Sonderzüge unterwegs: der dienstägliche Bummelzug (bestehend aus der Nostalgiegarnitur, welcher bis Walsberg geführt wird) und der donnerstägliche Keltenzug, welcher laut Aushangfahrplan bis Kogl geführt wird. Da jedoch dem Zug meist zwei Beiwagen beigegeben sind, fährt der Zug bis Walsberg weiter. Dort wartet er auf den Gegenzug, welcher in Walsberg in den Zugsverband eingereiht wird. Sodann fährt der Zug, bestehend aus zwei Triebwagen und zwei Beiwagen, zurück nach Attersee. Weiters sind sogenannte Hobbyfahrten für Amateurlokomotivführer nach Anmeldung jederzeit möglich.

### Strecke
Der Streckenteil Attersee Bahnhof–Landungsplatz, der dem Personenverkehr diente und das „Mologleis“, die Zufahrt zum Trajekt eines Holzwerkes, sind 1972 abgebaut worden. Die Strecke ist für eine Achslast von 7,5 Tonnen und eine Höchstgeschwindigkeit von 50 km/h ausgelegt. Die Stromlieferung für den Betrieb der Bahn erfolgt von der Energie AG. In Vöcklamarkt besteht Anschluss an die ÖBB, in St. Georgen an die regionalen Buslinien und in Attersee an die regionalen Buslinien sowie zur Attersee-Schifffahrt.

### Bahnhöfe / Ausweichen
Auf dieser Strecke gibt es vier Bahnhöfe bzw. Ausweichen.
- Vöcklamarkt:

- Der Personenbahnhof Vöcklamarkt besitzt eine Ausweiche. Hier kann bei Beiwagenbetrieb der Beiwagen umfahren werden, es besteht ein gemeinsamer Bahnsteig mit den Zügen der ÖBB. Früher hielten die Garnituren am immer noch bestehenden Aufnahmegebäude Vöcklamarkt Lokalbahn, welches sich auf der anderen Seite der zweigleisigen Bahnhofsanlage befindet. Als Bahnreisender konnte man die Lokalbahn über eine Fußgängerbrücke erreichen, welche Ende der 1980er Jahre durch eine moderne Unterführung ersetzt wurde. Die Unterführung dient heute dem Zugang von den Parkplätzen zur Lokal- beziehungsweise Bundesbahn. Daneben besitzt die Anlage als Besonderheit ein Gleisdreieck, das den Personenbahnhof und die Strecke Richtung Attersee mit dem Güterbahnhof verbindet.
- Auf der anderen Seite des Gleisdreiecks befindet sich das Areal des Güterbahnhofes Vöcklamarkt. In früheren Tagen sorgte das Sägewerk Häupl in Attersee für Güterverkehr. Die Fracht wurde im Güterbahnhof auf Wagen der ÖBB umgeladen. Der Bahnhof selber bestand aus drei Gleisen und einem Magazingebäude. Nachdem der Güterverkehr auf der Atterseebahn zusehends weniger wurde und in den 1990er Jahren gänzlich zum Erliegen kam, wurde der Güterbahnhof entbehrlich und auf ein Gleis rückgebaut. Derzeit dient das verbliebene Gleis als Abstellgleis für Arbeitsfahrzeuge.

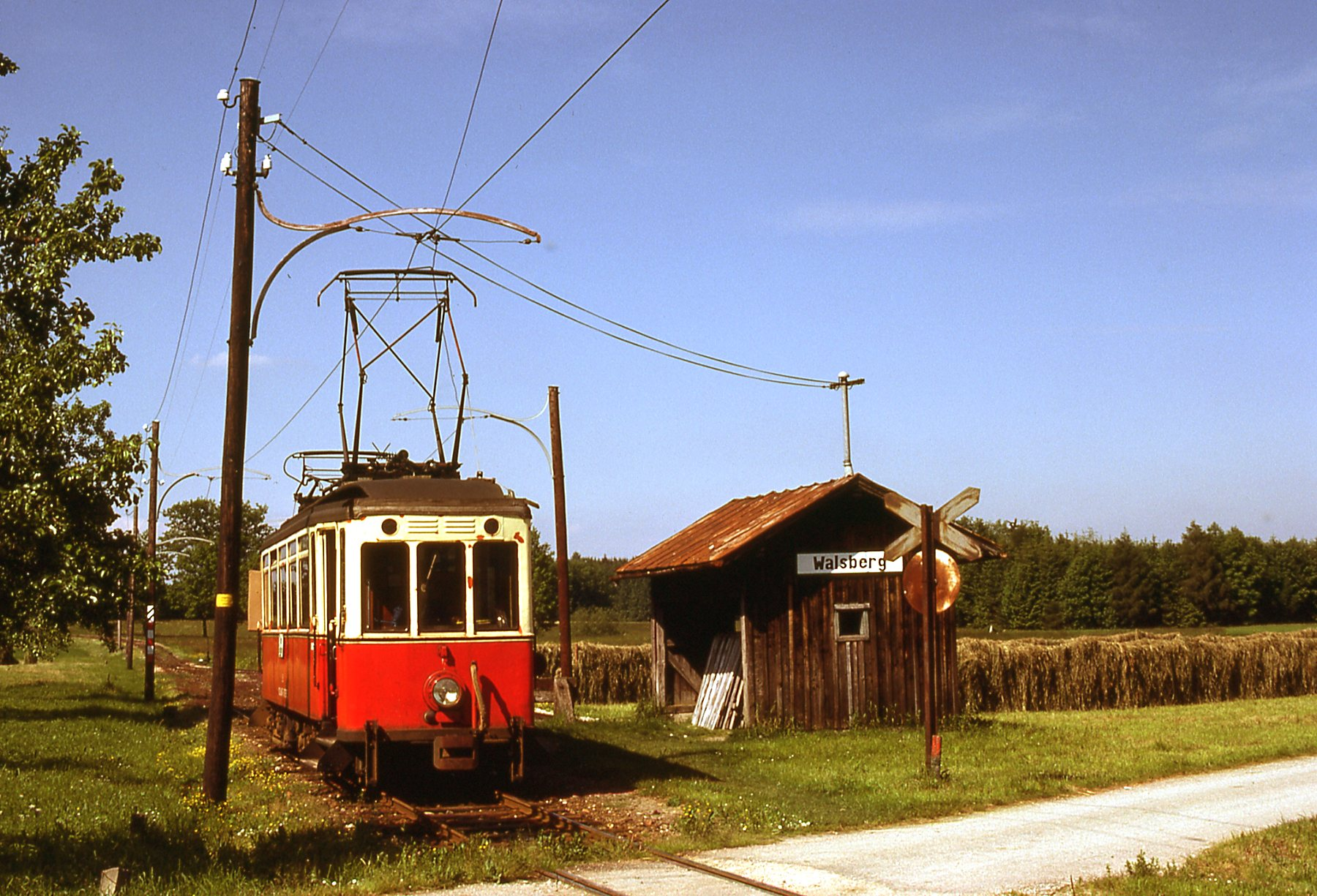
Haltestelle Walsberg (1977)
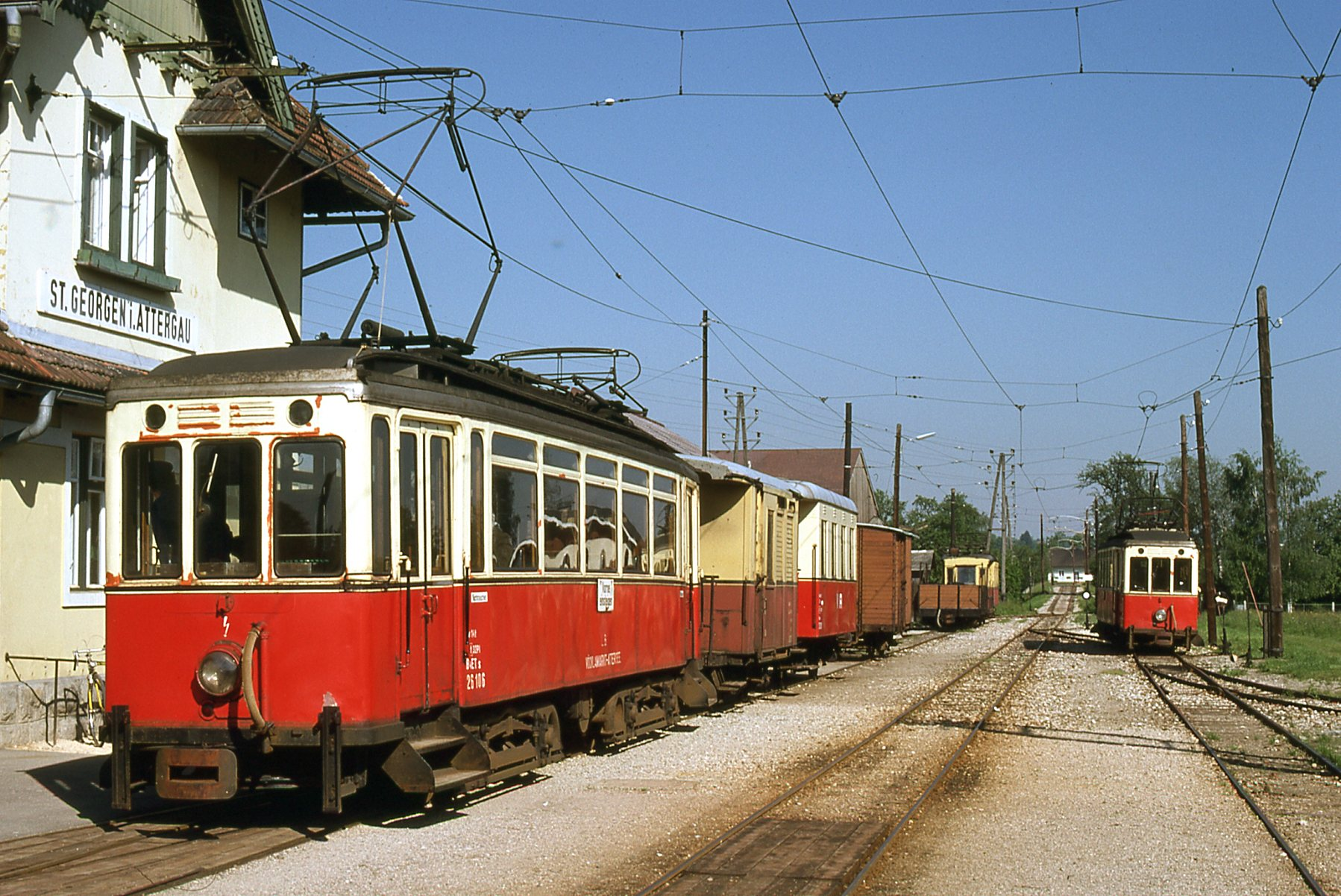
Bahnhof St. Georgen im Attergau (1977)
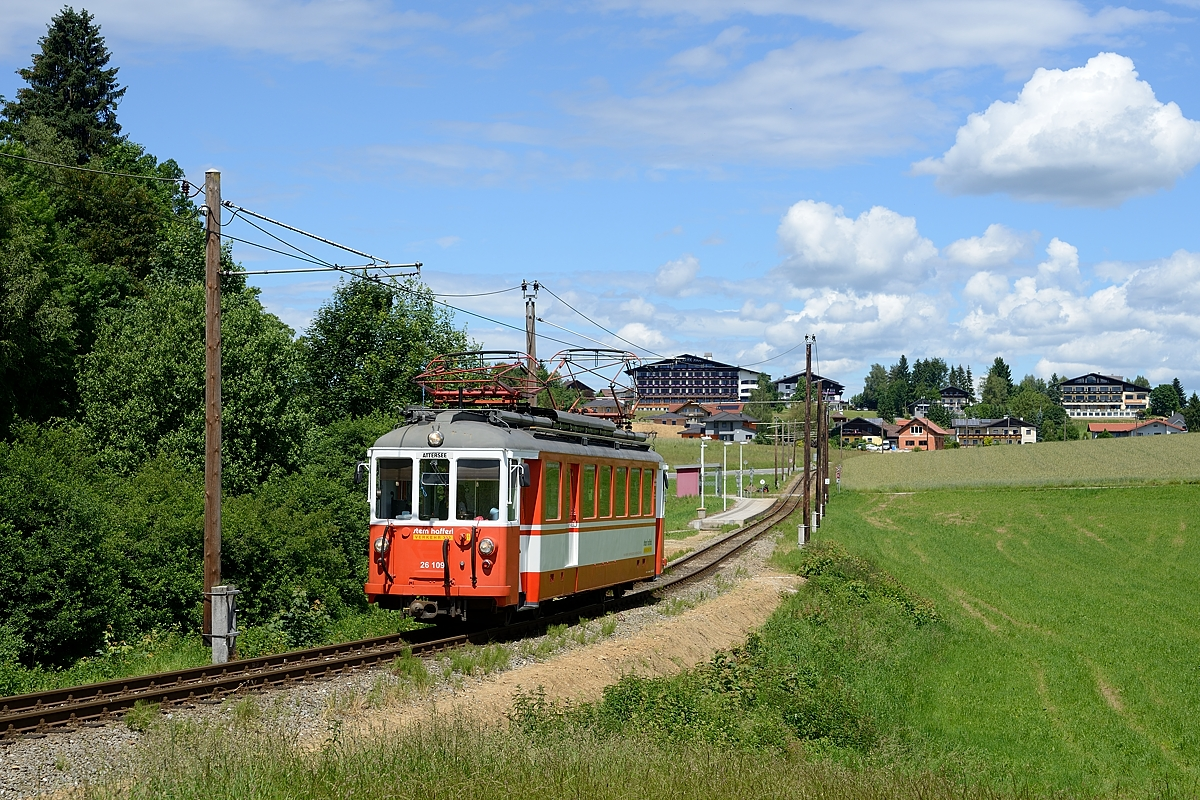
Triebwagen 26.109 bei Kogl (2016)
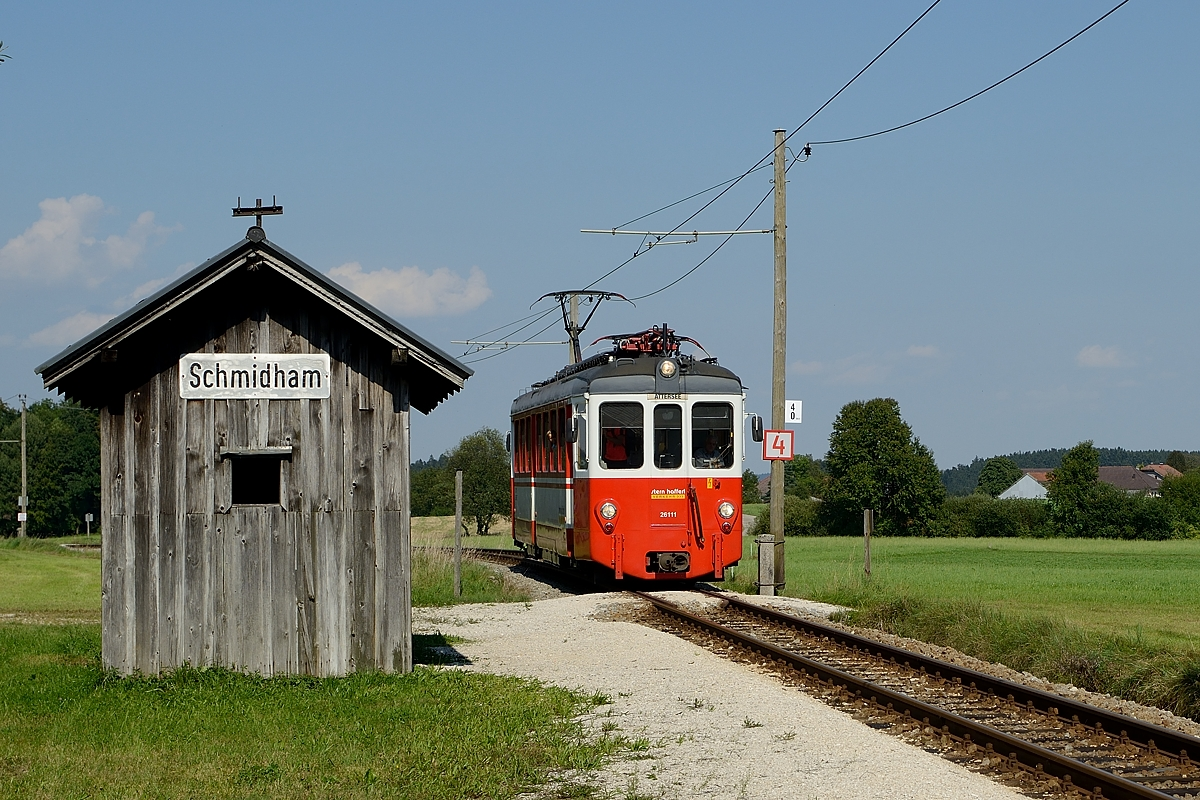
Triebwagen 26.111 in Schmidham (2016)

Auf der Strecke selber befinden sich heute zwei Ausweichen. Beide sind mit Rückfallweichen ausgestattet.
- Die Haltestelle Walsberg verfügt über zwei Ausweichgleise. Sie besitzt nur ein kleines Wartehäuschen in Betonbauweise und sonst keinerlei andere Einrichtungen. Hier enden planmäßig einige Kurzführungen von Attersee.
- St. Georgen im Attergau war einst ein mit Personal besetzter Bahnhof mit zwei Ausweichgleisen, einem Abstellgleis, einem Ladegleis sowie einem kurzen Gleis zur Abstellung des Turmwagens. Daneben wurde ein Magazingebäude errichtet. Hier enden planmäßig zwei Kurzführungen von Attersee. 2009 erfolgte der Umbau des Bahnhofes. Die Gleisanlagen wurden auf zwei Bahnsteiggleise mit Mittelbahnsteig reduziert. Aus beiden Gleisen zweigt auf dem Bahnhofskopf Richtung Vöcklamarkt jeweils ein Gleisstutzen ab, der zum Abstellen von Arbeitsfahrzeugen genutzt wird.
- Der Bahnhof Attersee bietet ebenfalls eine Umfahrungsmöglichkeit, welche jedoch nur selten genutzt wird. Im Falle eines Bummelzugeinsatzes (Nostalgiezug) wird mit Schwerkraft verschoben. Der Bahnhof selber besteht aus drei Gleisen, welche zum Abstellen der Fahrzeuge und auch zum Fahrgastbetrieb nötig sind. 2015 wurde der Bahnhof renoviert, seitdem besteht am Hausgleis ein asphaltierter Bahnsteig, von dem die Züge nach Vöcklamarkt abfahren. Der Bahnhof ist barrierefrei. Ebenfalls im Jahr 2015 wurde die ehemals zweiständige Remise auf alle vier Gleise erweitert. Das ursprüngliche Gebäude war in den 1980er Jahren abgebrannt, wobei die darin abgestellte Nostalgiegarnitur aus den Flammen gerettet werden konnte. In Attersee ist ferner der Fahrdienstleiter für die gesamte Strecke stationiert. An Hochbauten existiert das Bahnhofsgebäude mit angeschlossenem Magazintrakt.

Vom Bahnhof Attersee führte die Strecke weiter zum Landungsplatz und endete dort stumpf, eine direkte Umstiegsmöglichkeit zur Attersee-Schifffahrt war hier gegeben. Eine andere, nur für den Güterverkehr erbaute Strecke führte hinunter zum Hafen der Attersee-Schifffahrt. Der Grund hierfür war das Sägewerk Häupl, welches einige hundert Meter südlich der Hafenanlagen gelegen ist und nur mittels Trajekt erreichbar war. So wurden täglich über das Trajektschiff "Resi" Güterwagen zum Sägewerk überstellt, dort auf dem Trajektschiff beladen, um schließlich wieder zum Hafen der Attersee-Schifffahrt zurückzukehren. Dieses Verfahren wurde bis 1966 aufrechterhalten, danach stieg das Sägewerk Häupl auf den günstigeren Lastkraftwagen um und der Transport über den See endete.

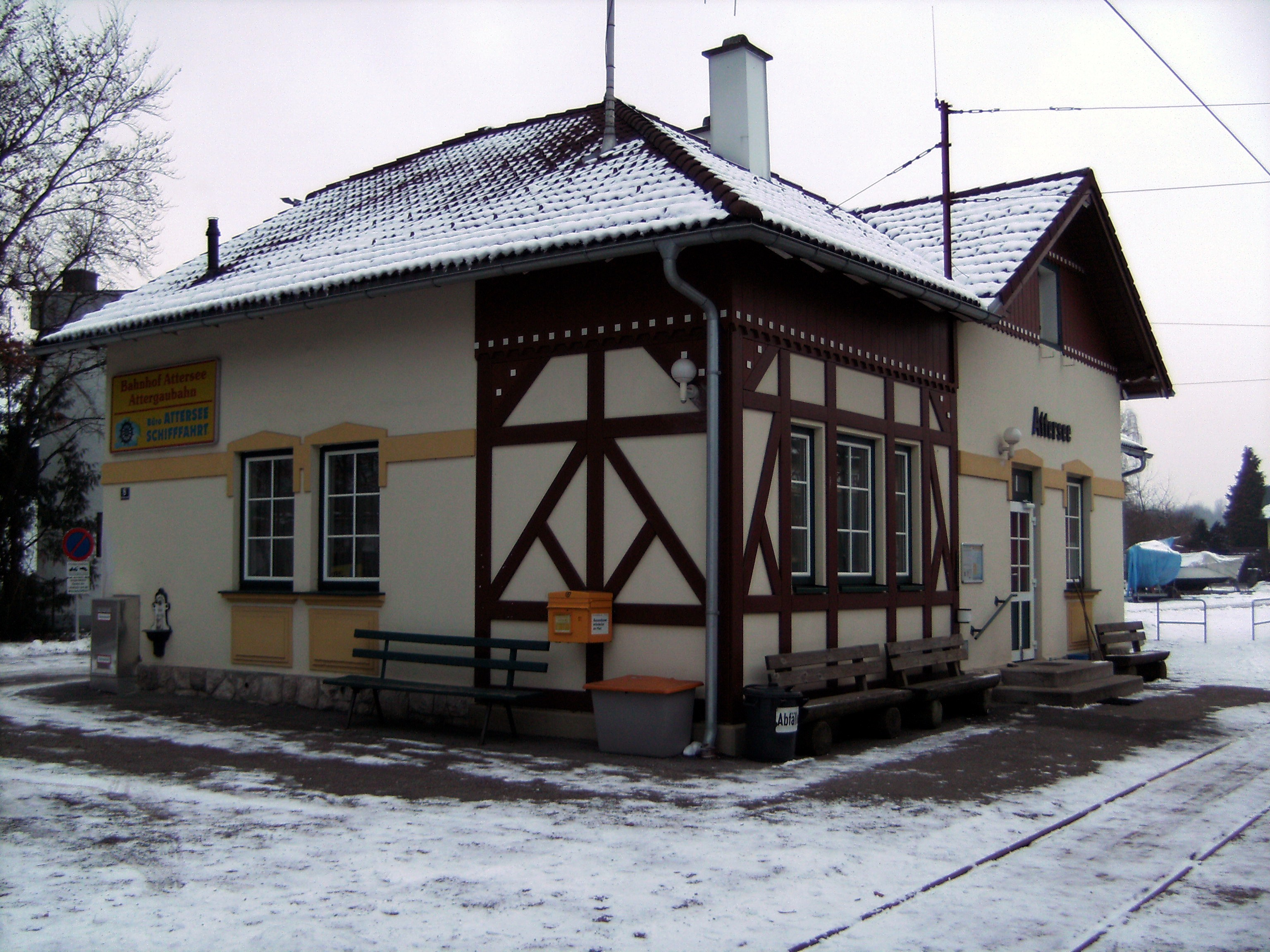
Bahnhof Attersee (2008)

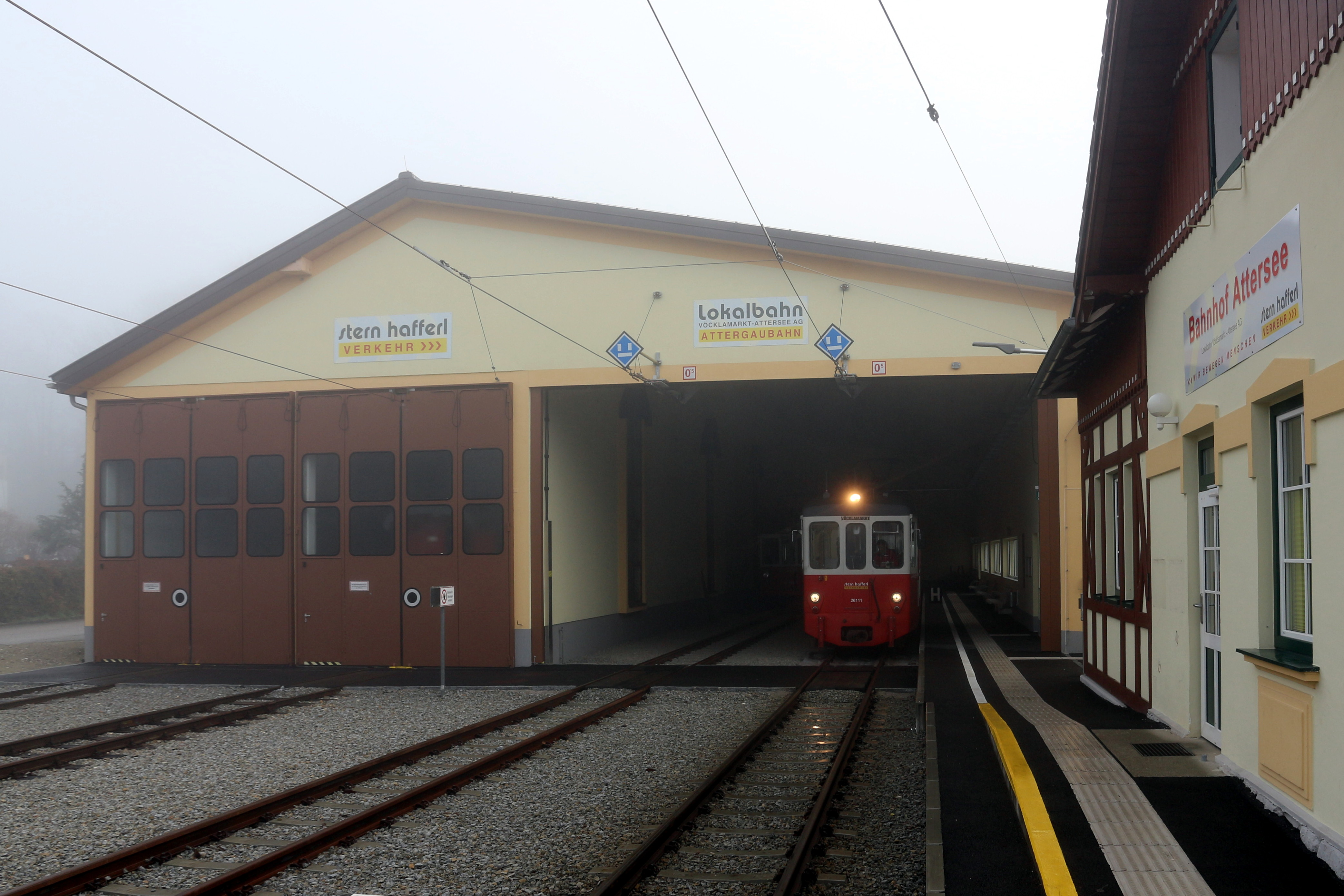
Remise in Attersee (2015)

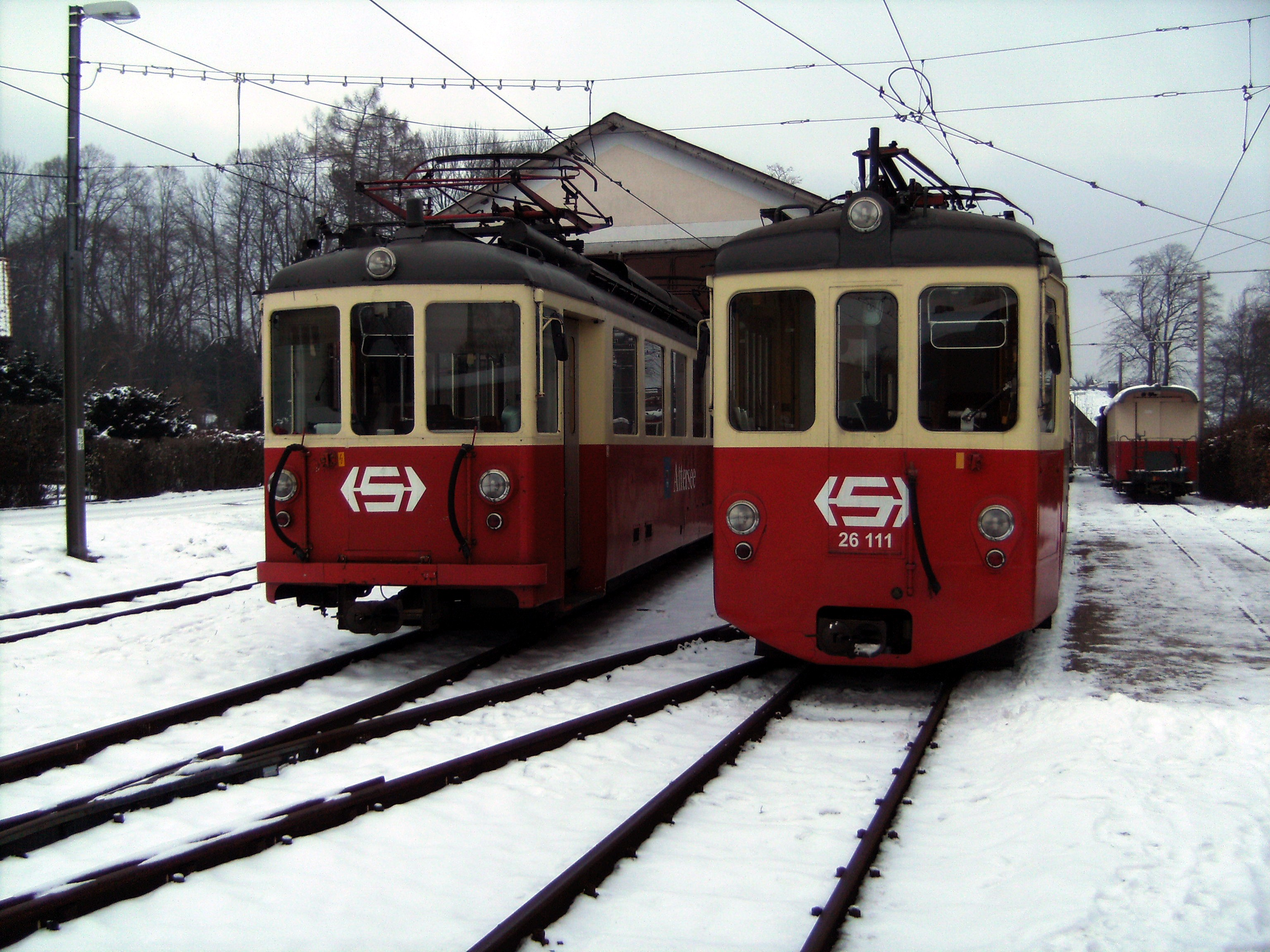
Triebwagen 26.111 und einer der ehemaligen AOMC-Triebwagen in Attersee (2008)

### Fahrzeuge
Übersicht über die derzeit auf der Attergaubahn eingesetzten Fahrzeuge:
| Nr.                            | Baujahr    | Hersteller                           | Sonstiges                                                                     |
| Triebwagen                     | Triebwagen | Triebwagen                           | Triebwagen                                                                    |
| ------------------------------ | ---------- | ------------------------------------ | ----------------------------------------------------------------------------- |
| 124                            | 2016       | Vossloh Kiepe                        | „Attersee“ Plandienstfahrzeug (2016 Lokalbahn Gmunden–Vorchdorf 124)          |
| 125                            | 2016       | Vossloh Kiepe                        | „St. Georgen“ Plandienstfahrzeug (2016 Lokalbahn Gmunden–Vorchdorf 125)       |
| 126                            | 2016       | Vossloh Kiepe                        | „Vöcklamarkt“ Plandienstfahrzeug (2016 Lokalbahn Gmunden–Vorchdorf 126)       |
| ET 20.104                      | 1914       | Ganz & Co                            | Nostalgiefahrzeug, ehemals POHÉV Cmg 1612                                     |
| ET 23.111                      | 1954       | SWS                                  | Seit 2017 Reserve und Arbeitstriebwagen auf VA                                |
| Personenwagen                  |            |                                      |                                                                               |
| Bi 20.220                      | 1907       | Grazer Waggonfabrik                  | historisch aufgearbeitet, im Bummelzugeinsatz, ehemals Triebwagen 2 der ELBUS |
| Bi 20.222                      | 1912       | Grazer Waggonfabrik                  | historisch aufgearbeitet, im Bummelzugeinsatz, ehemals Florianerbahn          |
| B4bu 20.223                    | 1914       | Schweizerische Industriegesellschaft | "Atterseebar", im Bummelzugeinsatz                                            |
| B4ip 23.221                    | 1899       | SIG                                  | "Panoramawagen", ex AB 102, in Vöcklamarkt hinterstellt                       |
| Güter- und Bahndienstfahrzeuge |            |                                      |                                                                               |
| G 26.302                       | 1912       | Grazer Waggonfabrik                  | Bahnerhaltung                                                                 |
| E 26.401                       | 1913       | Grazer Waggonfabrik                  | Bahnerhaltung                                                                 |
| E 26.402                       | 1913       | Grazer Waggonfabrik                  | Bahnerhaltung                                                                 |
| N 26.422                       | 1958       | Brüninghaus                          | ex Brohltalbahn, Flachwagen für Bahnerhaltung                                 |
| N 26.462                       | 1912       | Grazer Waggonfabrik                  | Bahnerhaltung                                                                 |
| N 26.463                       | 1912       | Grazer Waggonfabrik                  | Bahnerhaltung                                                                 |
| Fcc 26.501                     | 1967       | Stamag                               | Schotterwagen für Bahnerhaltung                                               |

Von September bis November 2009 befand sich der Flexity Outlook Triebwagen 321 der Innsbrucker Verkehrsbetriebe leihweise zu Vorführzwecken im Attergau.
Im Jänner 2014 unterzeichnete Stern & Hafferl einen Vertrag für 11 neue Triebfahrzeuge für die StadtRegioTram Gmunden und die Atterseebahn. Am 10. September 2016 erfolgte die Betriebsübernahme der Triebwagen des Typs Tramlink von Vossloh. Die fünfteiligen Gelenktriebwagen sind 32 Meter lang, 2,40 Meter breit und bieten 183 Fahrgästen Platz. Als erster der neuen Triebwagen wurde der 125 am 19. August 2016 von Vorchdorf nach Attersee überführt. Ebenfalls im August 2016 folgte Triebwagen 124, im September der 126.
Die Bahn besitzt mehrere historische Fahrzeuge, darunter ein Fahrzeug der Pressburgerbahn, den in einen Beiwagen umgebauten Triebwagen 2 der ELBUS sowie einen Beiwagen der Florianerbahn.

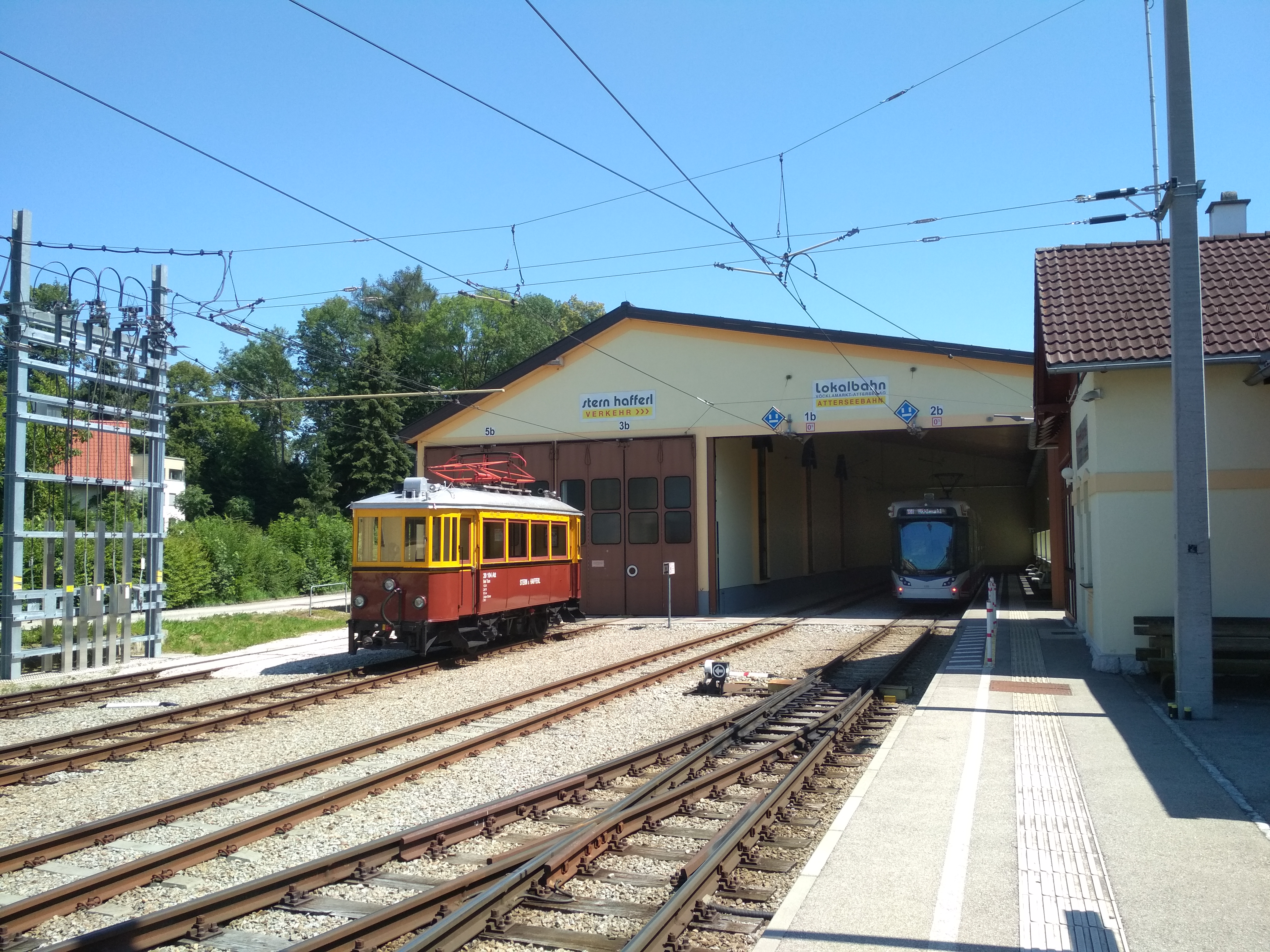
Der historische Triebwagen 26.104 (ex Pressburg CMg) im Bahnhof Attersee (2020)